# M-10 (Montenegro)
De M-10 of Magistralni Put 10 (tot 2016 de M-2.3) is een hoofdweg in Montenegro. De weg loopt van de hoofdstad Podgorica via de oude hoofdstad Cetinje naar de kuststad Budva. De M-10 is ongeveer 59 kilometer lang.

## Geschiedenis
In de tijd dat Montenegro bij Joegoslavië hoorde, was de weg onderdeel van de Joegoslavische hoofdweg M2.3. Na het uiteenvallen van Joegoslavië en de onafhankelijkheid van Montenegro, behield de weg het nummer M-2.3. In 2016 werden de wegen in Montenegro opnieuw ingedeeld, waardoor de weg het nummer M-10 kreeg. 